# 查爾斯·豪威爾三世
查爾斯·豪威爾三世（Charles Gordon Howell III，1979年6月20日—）是一位美國高爾夫運動員。參加PGA巡迴賽的賽事。他曾進入高爾夫世界排名前15位。在2000年轉為職業選手。

## 外部連結
- 官方网站
- 查爾斯·豪威爾三世在PGA巡迴賽的官方網站
- 查爾斯·豪威爾三世在男子高爾夫世界排名的官方網站